# Syneches shumuyuanensis
Syneches shumuyuanensis är en tvåvingeart som beskrevs av Li, Zhang och Yang 2007. Syneches shumuyuanensis ingår i släktet Syneches och familjen puckeldansflugor. Inga underarter finns listade i Catalogue of Life.